# Ratnam SC
Der Ratnam SC ist ein Sportverein aus Colombo in Sri Lanka. Aktuell spielt die Herren-Fußballmannschaft in der höchsten Liga des Landes, der Dialog Champions League.

## Geschichte
Gegründet 1930, gewann die Fußballmannschaft 1998, 2000, 2007, 2008 und 2012. 2009 ging das Finale um die Meisterschaft mit 1:2 gegen den Army SC verloren. Der größte internationale Erfolg war das Erreichen des Halbfinals im AFC President’s Cup 2007. Dort schied der Ratnam SC erst im Elfmeterschießen gegen Dordoi-Dynamo aus. Den Sri Lanka FA Cup gewann der Club in den Jahren 2000, 2001, 2004, 2005, 2006 und 2009.

## Erfolge

### National
- Dialog Champions League

Meister 1998, 2000, 2007, 2008, 2012
- Sri Lanka FA Cup

Gewinner: 2000, 2001, 2004, 2005, 2006, 2009
Finalist: 1960, 1977/78, 1994/95,
- Champion of Champions Trophy

Sieger: 2004

### Kontinental
- AFC President’s Cup

Halbfinale 2007

## Stadion

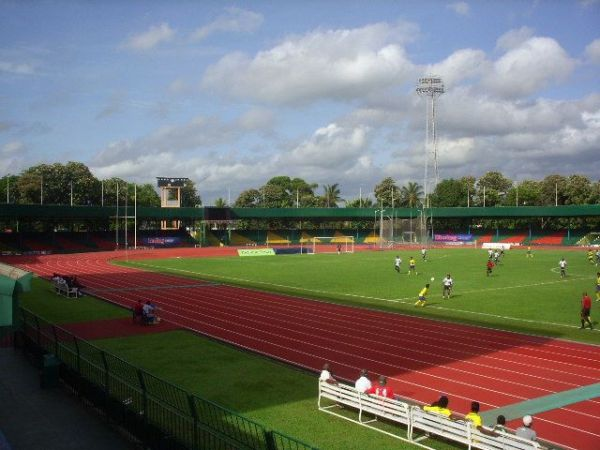
Sugathadasa-Stadion

Seine Heimspiele trägt der Verein im Sugathadasa-Stadion in Colombo aus. Das Stadion hat ein Fassungsvermögen von 25.000 Personen.
Koordinaten: 6° 56′ 53″ N, 79° 52′ 7″ O